# 2019-es lengyelországi parlamenti választás
A 2019-es lengyelországi parlamenti választást novemberben tartották. A szejm 460 és a szenátus 100 tagját választották meg.

## Háttér
A 2015-ös választást a konzervatív Jog és Igazságosság pártja (PiS) nyerte meg, és mivel 235 képviselői helyet szerzett – szemben a fő riválisa, a Polgári Platform (PO) szerezte 138-cal -, egyedül kormányt alakíthatott. Ez volt az első alkalom a kommunizmus bukása után, hogy egy pártnak nem volt szüksége koalíciós partnerre a kormányalakításhoz.